# اسکاگن
اِسکاگن (به دانمارکی: Skagen) شهری توریستی است در شمالی‌ترین نقطه دانمارک و در منطقه نوردیولند.
جمعیت این شهر در سال ۲۰۱۱ میلادی ۸٬۵۱۵ نفر بوده‌است.
ساحل گرنن در شمال اسکاگن، محل تلاقی دریای کته گت (دنباله دریای بالتیک) و دریای شمال است. درهم نیامیختن آب این دو دریا به دلیل تفاوت غلظت نمک و دما (که هالوکلاین نام دارد)، یکی از شگفتیهای منحصر به فرد طبیعت دنیا را رقم زده است.
این شهر دارای یک موزه مشهور به نام موزه اسکاگنز هست.

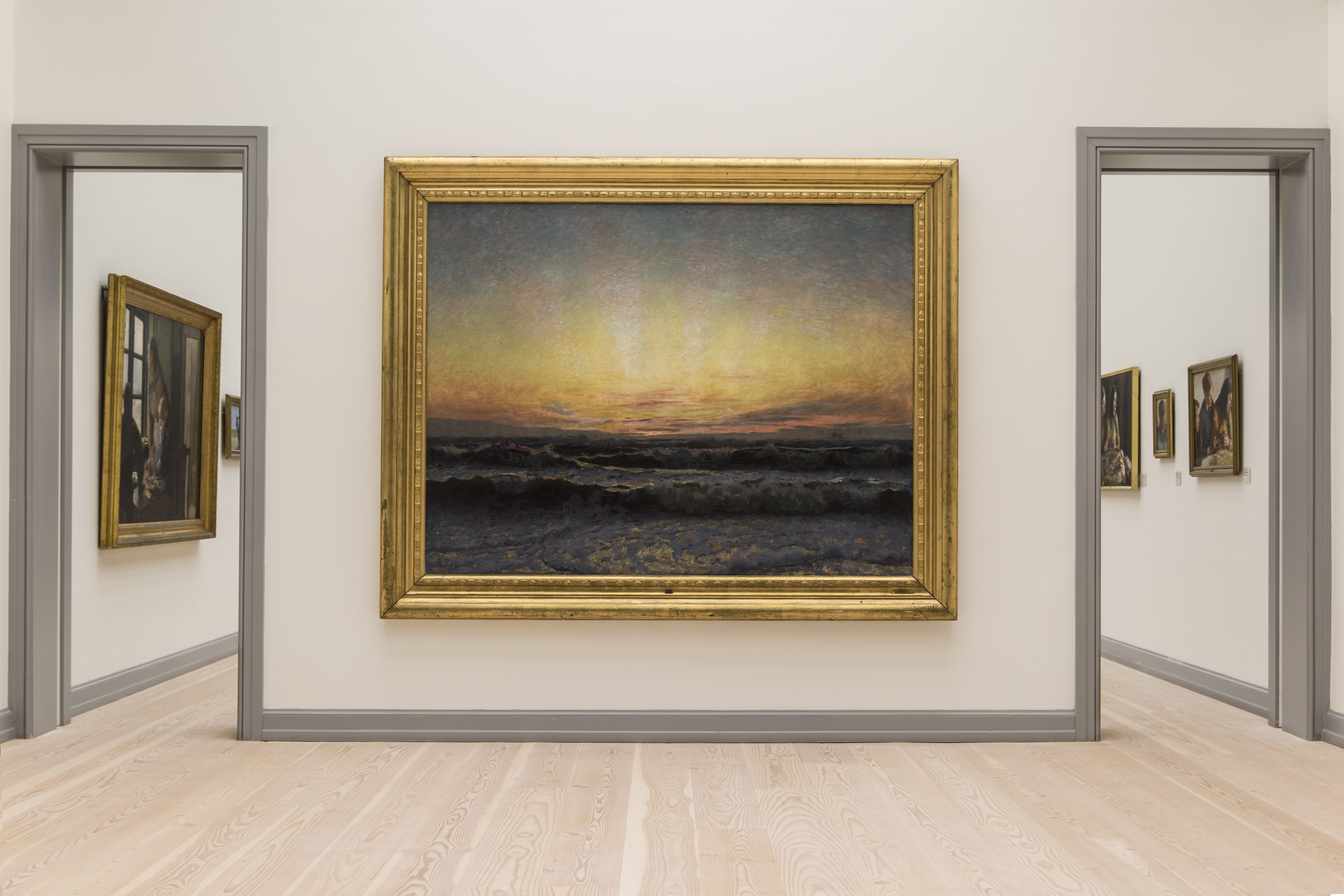
موزه اسکاگنز